# Chérencé-le-Héron
 Chérencé-le-Héron  es una población y comuna francesa, situada en la región de Baja Normandía, departamento de Mancha, en el distrito de Saint-Lô y cantón de Villedieu-les-Poêles.

## Demografía
| 515 | 493 | 442 | 345 | 354 | 409 |
| Para los censos de 1962 a 1999 la población legal corresponde a la población sin duplicidades (Fuente: INSEE [Consultar]) |     |     |     |     |     |